# Богомолец, Лев Константинович
 Лев Константи́нович Богомо́лец (11 января 1911, Бийск, Томская губерния — 10 июля 2009, Санкт-Петербург) — советский и российский художник.

## Биография
Лев Константинович Богомолец родился 11 января 1911 года в уездном городе Бийске Томской губернии в семье учителя. В начале 1930-х годов окончил ветеринарный техникум в Новосибирске, затем радиотехнический техникум. До призыва в армию работал по специальности сначала в совхозах Сибири и Урала, затем радиотехником в Уфе.

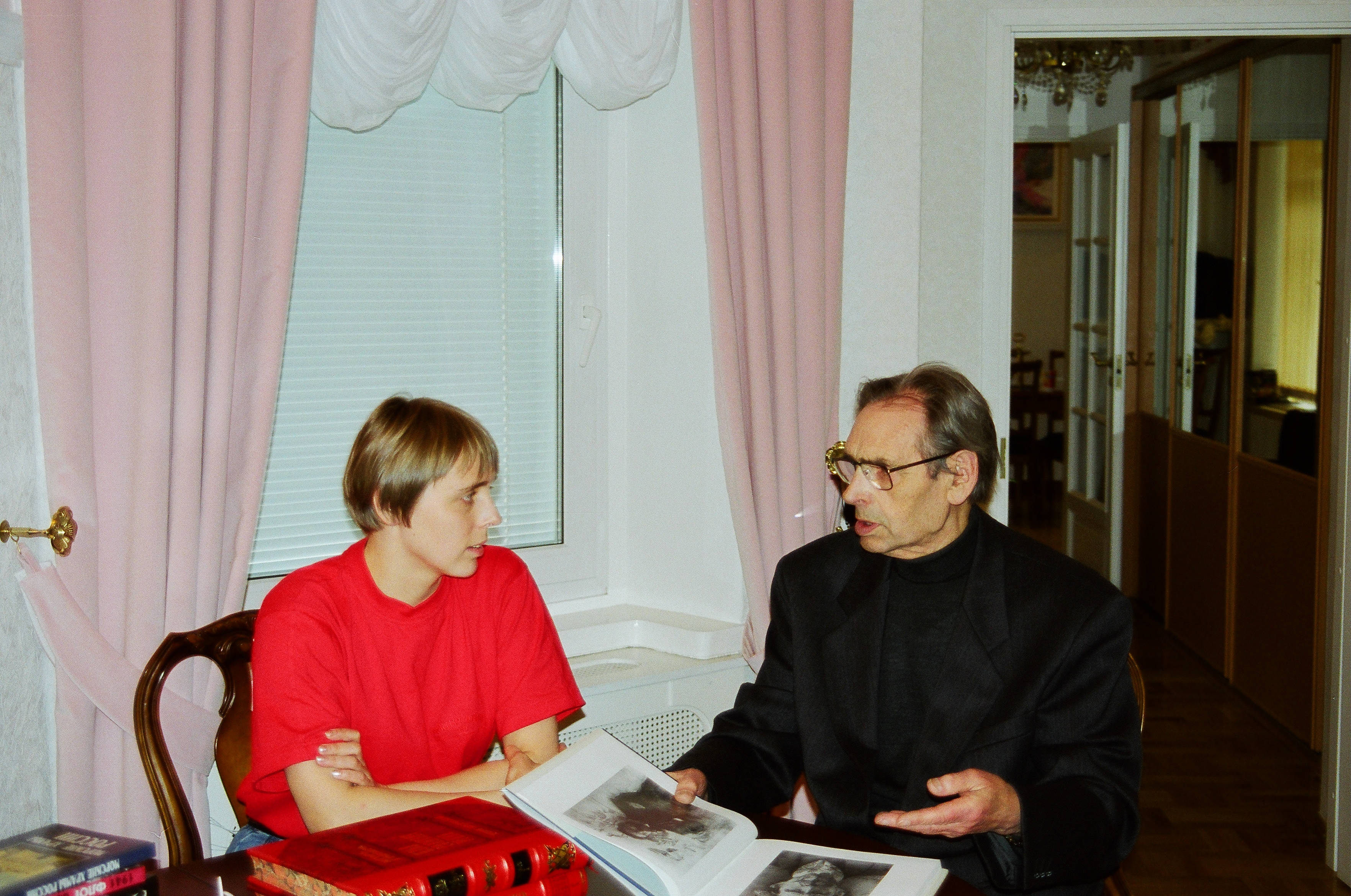
Лев Константинович Богомолец беседует с Мариной Колотило. 1998 год

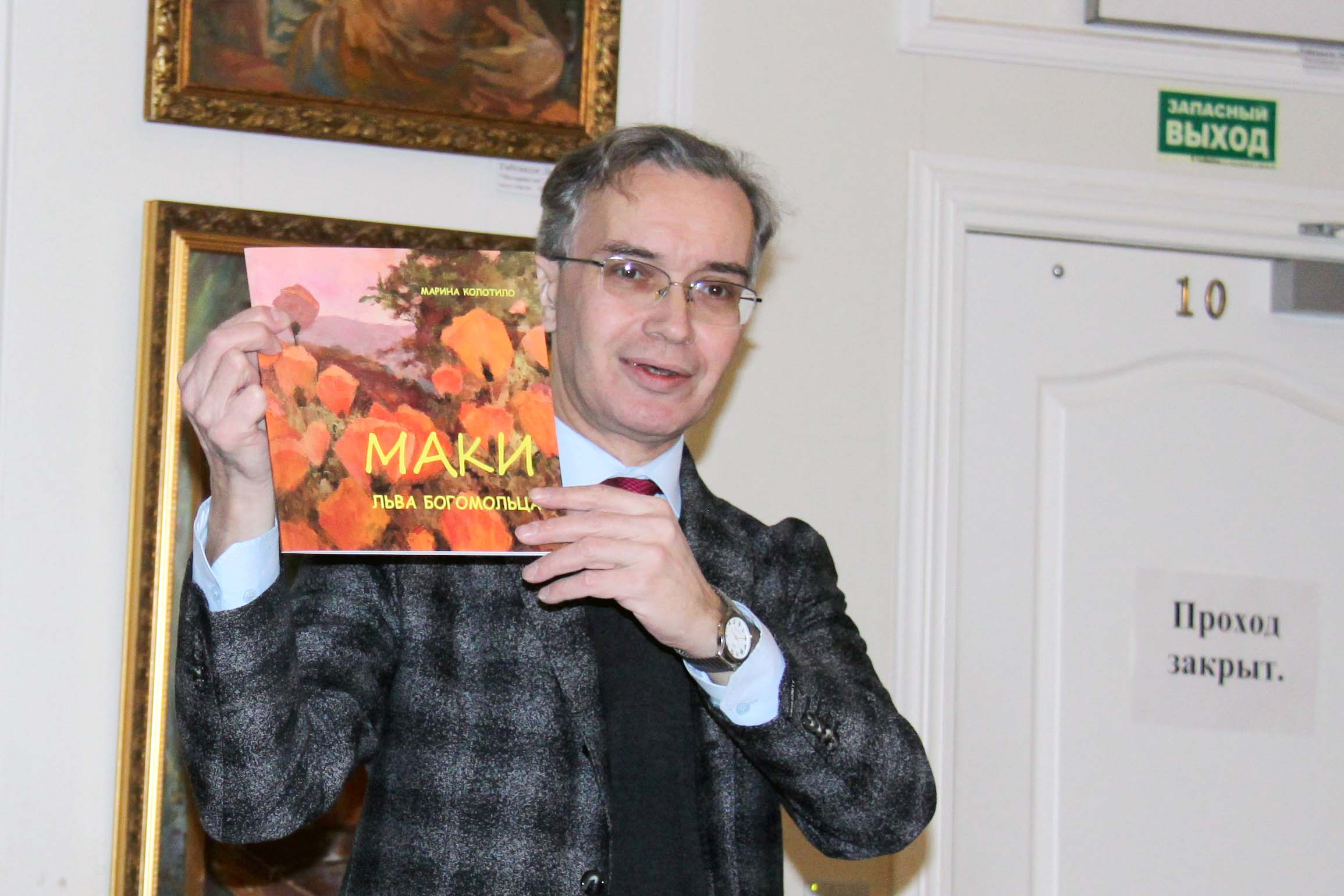
Виктор Николаевич Кокосов представляет на заседании Многонационального союза писателей книгу Марины Николаевны Колотило «Маки Льва Богомольца». 23 декабря 2018 года.

Отслужив срочную службу в Красной Армии, поступил в 1936 году на отделение живописи Ленинградского института живописи, скульптуры и архитектуры, где учился с перерывами до 1948 года. Среди педагогов Богомольца были Исаак Бродский, Александр Любимов, Александр Тюлькин. Своим главным учителем он сам считал великого живописца М. В. Нестерова, который принял значительное участие в судьбе и творческом становлении Льва Богомольца. Во время перерывов в учёбе работал, в частности, экскурсоводом в усадьбе Ильи Репина Пенаты, во время Великой Отечественной войны, находясь в эвакуации в Уфе, сотрудничал с «Окнами ТАСС». В 1942 году в Уфе впервые принял участие в выставке. В 1945 году был принят в МОСХ, с 1949 года — член ЛОСХ.
Умер 10 июля 2009 года на 99-м году жизни.
Похоронен на кладбище Красная Горка (Всеволожский район) в 10 км от Санкт-Петербурга.

## Жанры работ
Писал пейзажи (особенно морские), жанровые и монументальные композиции, портреты (в том числе портрет Дмитрия Шостаковича, 1943), натюрморты.
Самые известные его работы — «Океан», «Волна», «Татарник», «Реквием» и цикл «Маки», фактически ставший его «визитной карточкой».
Одно из своих лучших полотен — картину «Океан» (1985 г., 160Х340), Лев Богомолец в 1997 году подарил народу Франции во время визита Жака Ширака в Санкт-Петербург как знак восхищения жизненным подвигом выдающегося морского исследователя Жака-Ива Кусто.

## Выставки
Основные выставки Льва Богомольца (коллективные и персональные):
- 1942 — г. Уфа.
- 1945 — Дом архитекторов, Москва, совместно с А. Э. Тюлькиным.
- 1953 — Ленинградское отделение Союза художников СССР (ЛОСХ) (первая персональная выставка).
- 1967 — Ленинградское отделение Союза художников СССР (ЛОСХ).
- 1971 — Ленинградское отделение Союза художников СССР (ЛОСХ).
- 1971 — Краеведческий музей, Мурманск.
- 1982 — Ленинградское отделение Союза художников СССР (ЛОСХ).
- 1987 — ЛОСХ, выставка одной картины «Океан» (1985 г., 160Х390).
- 1992 — ЦВЗ «Манеж», Санкт-Петербург.
- 2000 — Русский культурный центр Посольства РФ в США, Вашингтон.
- 2002—2005 — Галерея Тонино Гуэрра, Санкт-Петербург.

## Музеи и коллекции, где хранятся работы
- Государственный Русский Музей — «По реке Амуру», 1947, 65Х130, х.м., «Из окна вагона» 1957, 94Х160, х.м.
- Центральный Военно-морской музей — 4 работы («В кильватерном строю», 1953, 80Х130, «Подвиг капитана Гаджиева» 1953, 40Х60, и др.).
- Картинная галерея им. Айвазовского, Феодосия — 28 работ.
- Музей города Санкт-Петербурга — 3 работы («Прибытие первого поезда в Ленинград после блокады», «Петергофские руины после войны», «Новая Голландия»).
- Пушкинский дом — 3 работы: «Горький на прогулке», 2 портрета М. Ю. Лермонтова.
- Музей М. И. Нестерова, г. Уфа — копия портрета с работы Франса Хальса (Эрмитаж).
- Музей изобразительных искусств Карелии — 1 работа: «Рыбаки Белого моря», 1960, 100Х130.
- Музей Арктики и Антарктики — 6 работ.

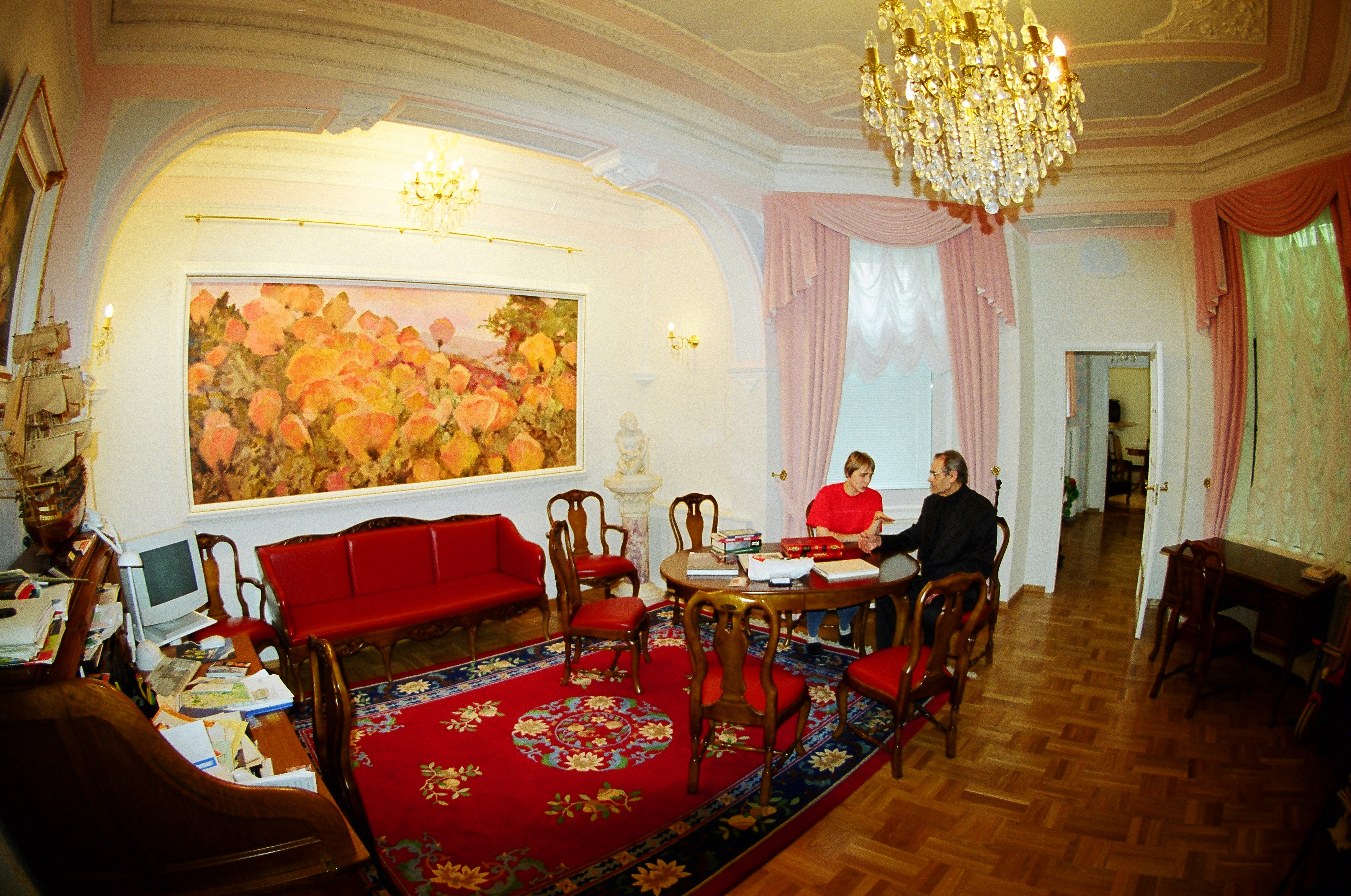
Лев Константинович Богомолец беседует с Мариной Колотило возле картины «Маки». Квартира М. Н. Колотило, 1998 год

- Мурманский краеведческий музей — 2 работы: «Белая ночь в Заполярье», 1953, 130Х20., «Сейнеры в Баренцевом», 1955, 135Х280.
- Музей при Московском государственном университете — «Баренцево море», «Дальние Зеленцы» и 4 этюда.
- Музей Лесотехнической академии — 2 работы («Маки»).
- 1-й Московский медицинский институт — 8 работ.
- ПСПбГМУ имени академика Павлова — 1 работа («Морской пейзаж»).
- Музей г. Житомира — 2 работы.
- Художественный музей г. Львова — 1 работа: «Морской пейзаж», 130х160.
- Музей Академии художеств — «Домик Репина», «Библиотека», «Мастерская», «Столовая» — акварели интерьеров домика Репина в Пенатах.
- Военно-морская академия — «Разведчики-балтийцы», 1947. (дипломная работа).
- Коллекция искусствоведа М. Н. Колотило — «Маки», 1972[3].